# 에레디아주

에레디아주의 위치

에레디아주(스페인어: Provincia de Heredia)는 코스타리카 중북부에 위치한 주로 주도는 에레디아이며 면적은 2,657km2, 인구는 433,677명(2011년 기준), 인구 밀도는 160명/km2이다. 10개 현을 관할한다. 북쪽으로는 니카라과와 국경을 접하며 동쪽으로는 리몬주, 남쪽으로는 산호세주, 서쪽으로는 알라후엘라주와 접한다.

주기
주 문장